# 马西莫·布兰巴蒂
马西莫·布兰巴蒂（義大利語：Massimo Brambati，1966年6月29日—），意大利男子足球运动员，司职后卫。他曾代表意大利国奥队参加1988年夏季奥林匹克运动会足球比赛，获得第四名。